# Peter Chan
Peter Chan (xinès: 陳可辛)  (Hong Kong, 28 de novembre de 1962) és un director i productor de cinema sino-britànic.

## Primers de la vida
Chan va néixer a Hong Kong britànic de pares xinesos. Ell i la seva família es van traslladar a Tailàndia quan tenia 11 anys, on va créixer entre la comunitat internacional Xinesa a Bangkok. Parla tailandès amb la mateixa fluïdesa que un nadiu.
Més tard va estudiar als Estats Units on va assistir a l'escola de cinema a UCLA, amb un menor en comptabilitat. Va tornar a Hong Kong el 1983 per fer pràctiques d'estiu a la indústria del cinema. Chan mai va tornar a UCLA per completar els seus estudis.

## Carrera
Va exercir com a segon assistent de direcció, traductor i productor a la pel·lícula de John Woo Heroes Shed No Tears (1986), ambientada a Tailàndia. Aleshores va ser gerent d'ubicacions en tres pel·lícules de Jackie Chan, Kuaican che (1984), El protector (1985) i L'armadura de Déu (1986), totes elles rodades a l'estranger.
Es va incorporar a Impact Films com a productor el 1989, dirigint projectes com Curry and Pepper (1990) fins a la seva finalització.
El seu debut com a director, Alan and Eric: Between Hello and Goodbye, va ser coronat millor pel·lícula al Hong Kong Film Directors' Guild el 1991. També va guanyar el premi al millor actor als Hong Kong Film Award per Eric Tsang, que esdevindria un col·laborador freqüent de Chan.
Chan va ser cofundador de la United Filmmakers Organization (UFO) a principis dels anys noranta, que va produir una sèrie d’èxits de taquilla i crítics a Hong Kong, incloses Tom, Dick and Hairy, He's a Woman, She's a Man i Comrades, Almost a Love Story.
A finals de la dècada de 1990, Chan va treballar a Hollywood, dirigint The Love Letter, protagonitzada per Kate Capshaw, Ellen DeGeneres i Tom Selleck.
L'any 2000, Chan va cofundar Applause Pictures amb Teddy Chen i Allan Fung. L'objectiu de la companyia era fomentar els vincles amb cineastes panasiàtics, produint pel·lícules com Jan Dara del tailandès Nonzee Nimibutr, One Fine Spring Day del sud-coreà Hur Jin-ho, Samsara del Huang Jianxin de la Xina, The eye (L'ull) de Danny i Oxide Pang i el director de fotografia Christopher Doyle.
La pel·lícula musical de 2005 Perhaps Love va tancar la 62a Mostra Internacional de Cinema de Venècia i va ser l'entrada de Hong Kong per a una nominació als Premis Oscar a la categoria de millor pel·lícula estrangera. Es va convertir en una de les pel·lícules més taquilleres de l'any a la Xina, Hong Kong i Taiwan, i va rebre un rècord de 29 premis. A continuació, Chan va dirigir The Warlords (2007) i va produir Protégé (2007) de Derek Yee. Les dues pel·lícules van ser les dues coproduccions Hong Kong-Xina més taquilleres del 2007. The Warlords van recaptar un rècord de 220 milions de RMB a la Xina i més de 40 milions de dòlars a Àsia, i van obtenir 8 premis de cinema de Hong Kong i 3 premis Golden Horse, inclòs el de millor director i millor llargmetratge.
El 2009, Chan va produir Bodyguards and Assassins de Teddy Chen, que només ha aconseguit 300 milions de RMB a la taquilla de la Xina, acumulant més de 50 milions de dòlars a tota l'Àsia. Ha obtingut 8 premis als Hong Kong Film Awards, inclosa la millor pel·lícula. També va guanyar els premis al millor actor per Wang Xueqi als Asian Film Awards i als HK Film Critics Society Awards, sumant fins a 146 premis de 231 nominacions per a la trajectòria dels premis de Chan.
En una enquesta realitzada pel Consell de Desenvolupament del Comerç de Hong Kong durant el Hong Kong Filmart de 2010, Chan va ser votat com "el cineasta més valuós", mercè el suport de la seva trajectòria de taquilla.

## Vida personal
Chan va sortir amb Kathleen Poh durant un breu període el 1993 abans que Poh es traslladés a Singapur de manera permanent. Actualment Chan té una filla Jilian Chan (nascuda l'any 2006) amb l'actriu de Hong Kong Sandra Ng, encara que els dos no tenen cap intenció de casar-se.

## Filmografia

### Com a director
- Alan and Eric: Between Hello and Goodbye (1991)
- He Ain't Heavy, He's My Father (1993)
- Tom, Dick and Hairy (1993)
- He's a Woman, She's a Man (1994)
- The Age of Miracles (1996)
- Comrades, Almost A Love Story (1996)
- Who's The Woman, Who's The Man (1996)
- The Love Letter (1999)
- Three (segment Going Home) (2002)
- Project 1:99 (2003)
- Perhaps Love (2005)
- The Warlords (2007)
- Dragon (2011)
- American Dreams in China (2013)
- Dearest (2014)
- Li Na: My Life (TBA)[4]
- Leap (2020)

### Com a productor
- Heroes Shed No Tears (1986)
- News Attack (1989)
- Whampoa Blues (1990)
- Curry and Pepper (1990)
- Alan And Eric : Between Hello And Goodbye (1991)
- Newton's Law: A Legend was Born (1991)
- Yesteryou, Yesterme, Yesterday (1991)
- The Days of Being Dumb (1992)
- He Ain't Heavy, He's My Father (1993)
- Birth of a Petaling Jaya Beauty (1993)
- He's A Woman, She's A Man (1994)
- Over The Rainbow, Under The Skirt (1994)
- Twenty Something (1994)
- Happy Hour (1995)
- The Age of Miracles (1996)
- Who's The Woman, Who's The Man (1996)
- Comrades: Almost a Love Story (1996)
- Twelve Nights (2000)
- Jan Dara (2001)
- One Fine Spring Day (2001)
- The eye (L'ull) (2002)
- Three (2002)
- Golden Chicken (2002)
- Golden Chicken 2 (2003)
- The Eye 2 (2004)
- Three...Extremes (2004)
- The Eye 10 (2005)
- Perhaps Love (2005)
- Protégé (2007)
- The Warlords (2007)
- The Eye (remake) (2008)
- Bodyguards and Assassins (2009)
- Mr. and Mrs. Incredible (2011)
- Dragon (2011)
- The Guillotines (2012)
- American Dreams in China (2013)
- The Truth About Beauty (2014)
- I Reciprocate Your Feelings (2014)
- Soul Mate (2016)
- This Is Not What I Expected (2017)
- Last Letter (2018)
- The Hort Park Proposal (2021)
- The Buckley Solemnisation (2021)
- Li Na: My Life (TBA)

### Com a actor
- Duo ming ke (1973)
- Millionaires Express (1986) – Bomber / Oficial de seguretat
- San dui yuan yang yi zhang chuang (1988) - Home que aposta per lluitar al saló
- Twin Dragons (1992)
- C'est la vie, mon chéri (1993) – Home a l a feta
- Wan 9 zhao 5 (1994) – (paper final de la pel·lícula)